# 坑人二十二
第22条军规（英語：Catch-22）为一邏輯悖論，描述彼此矛盾的兩個不同的規律或規則所引起的悖论情形，出自约瑟夫·海勒1961年小说《第22條軍規》。第二十二条军规通常产生于个人受制于但无法控制的规则、条例或程序，因为反对规则等于接受规则。以下为该悖论的一个例子：
|                                                 | 在找到一份能给我带来经验的工作之前，我怎么能获得任何经验呢? |
| ——1987年电影《成功的秘密》剧中的布兰特利·福斯特 |                                                             |

## 由來
「坑人二十二」的名稱原本由英語「Catch-22」，字面上「Catch」的意思可翻譯為「有額外一點需要關注的複雜」。翻譯家黃文範把這種狀況翻譯為「坑人二十二」。
《第22條軍規》中出現了的情況原本是特別指在軍隊上的有規則的悖論。書中，有一位飛機師希望可以因為精神錯亂而放行離開軍隊。如果要這樣發生，他要被醫生判斷他有精神錯亂。雖然軍隊飛的危險任務代表願意遵行的人必定是發瘋的，但因為機師懂得任務是危險而希望可以放行代表他有自我保護的理念，因此不是發瘋。在這之下，沒有人可以根據精神錯亂的理由放行。